# (1402) Eri
(1402) Eri – planetoida z grupy pasa głównego asteroid okrążająca Słońce w ciągu 4 lat i 147 dni w średniej odległości 2,68 au. Została odkryta 16 lipca 1936 roku w Landessternwarte Heidelberg-Königstuhl w Heidelbergu przez Karla Reinmutha. Nazwa planetoidy pochodzi od imienia Eriki Schattschneider-Kollnig, niemieckiej astronom. Przed jej nadaniem planetoida nosiła oznaczenie tymczasowe (1402) 1936  OC.